# Maike Conway
Maike Conway, geborene Maike Teichmann (* 1967 in Starnberg) ist eine deutsche Regisseurin, Dokumentarfilmerin und Autorin.

## Leben
Conway arbeitete zunächst von 1984 bis 1985 als Fotoassistentin. 1986 folgte eine Ausbildung an der Stage School in Hamburg und ein Jahr später die Gasthörerschaft an der Hochschule für Fernsehen und Film München. Es folgte ein Praktikum in den ARRI-Tonstudios von 1988 bis 1989, bevor sie als Schnittassistentin für Film und TV sowie als Filmeditorin für Hochschulproduktionen und Dokumentationen tätig war. Seit 1996 arbeitet sie als freie Filmemacherin mit Schwerpunkt Dokumentationen. Ihre 90-minütige Dokumentation Chancen, für die sie das Drehbuch verfasste und Regie führte, wurde 2011 für den Grimme-Preis in der Sparte „Information & Kultur“ nominiert.
Conway lebt in Oberornau.

## Filmografie (Auswahl)
- 1998: Echt endgeil – Die Entstehung einer authentischen HipHopera (BR, 30 min)
- 2002: Lebenslinien: Ohne meine Mutter (BR, 45 min)
- 2004: Voll im Rausch – Jugendliche und Alkohol (ZDF 37°, 30 min)
- 2005: Zurück zum Vater – Patchworkfamilie (30 min)
- 2006: Lebenslinien: Geld – Versuchung – Liebe (BR, 45 min)
- 2006: Maria lernt essen – Essstörungen bei Jugendlichen (30 min)
- 2007: Oma schon mit 37 – Wenn junge Mädchen Kinder kriegen (ZDF 37°, 30 min)
- 2008/09: Das Jahr der Entscheidung – wenn Kinder ihr Bestes geben (ZDF 37°, 45 min)
- 2010: Chancen (ZDF das kleine Fernsehspiel, 84 min)
- 2010/11: Nur kein Gramm zu viel – wenn Kinder nichts mehr essen wollen (37°, 30 min)
- 2011: Lebenslinien: Loan auf der Suche nach dem bessere Leben (BR, 45 min)
- 2012: Mann bin ich schön – Männermodels auf dem Catwalk (ZDF 37°, 30 min)
- 2012/13: Lebenslinien: Gläsernes Glück (BR, 45 min)
- 2013: Keinen Tropfen mehr – Leben ohne Alkohol (ZDF 37°, 30 min)
- 2014/15: Lebenslinien: Die Hüttenwirtin und ihre Töchter (BR, 45 min)
- 2015: Corinne – Niemand darf es wissen (ZDF 37°, 30 min)
- 2015: Corinne – mein Geheimnis (KIKA stark!, 15 min)
- 2015: Corinnes Geheimnis (Langzeitdokumentarfilm; ZDF das kleine Fernsehspiel, 85 min), SI STAR 2016
- 2016/17: Ibrahim und Jeremia – Brüder auf Zeit (ZDF KIKA stark! 15 min/25 min)
- 2017: Lebenslinien: Tausche Chefsessel gegen Almhütte (BR, 45 min)
- 2017: Dascha und Rocco – tanzen, kämpfen, fliegen (ZDF KIKA stark!, 15 min)
- 2018: Lebenslinien: Die Wirtin des Turmstüberls (BR, 45 min)
- 2019: Lebenslinien: Glücklich Vater, 3 Kinder, alleinerziehend … (BR, 45 min)
- 2019: Ich lebe positiv – Corinne und ihr Schicksal HIV (ZDF 37°, 30 min)
- 2019: Wenn Kinder eigene Wege gehen (SWR, 45 min)
- 2020: Lebenslinien: Bärbel und die Fröhlichkeit (BR 45 min)
- 2021: Dance till you break – The Saxonz (ZDF 37°, 3x30 min)
- 2021: Lebenslinien: Der Bäcker, der alles riskierte (BR 45min)
- 2022: Mein Tanz, mein Battle – mit Breakdance Geschichte schreiben (ZDF 37°, 30min)
- 2023: Lebenslinien: Caro Matzko – Trauriges Mädchen, witzige Frau (BR, 45min)
- 2023: Lebenslinien: Plötzlich bin ich selbst Patient (BR, 45min)
- 2024: 2Unbreakable, Kino-Dokumentarfilm über zwei Breaking Crews (Verleih Cine Global, ZDF, 90min)
- 2024: Lebenslinien: Zwei Brüder und die entscheidende Frage (BR, 45min)

## Auszeichnungen
- 2011: Nominierung für den Grimme-Preis 2011: Chancen
- 2016: Nominierung für den Grimme-Preis 2016: Corinne – mein Geheimnis
- 2016: SI STAR Corinnes Geheimnis
- 2016: Bayerischer Fernsehpreis als Autorin und Regisseurin der Dokumentation Niemand darf es wissen – Corinne und ihr Geheimnis (ZDF)
- 2017: Grimme-Preis (Publikumspreis der Marler Gruppe) für stark! – Ibrahim und Jeremia. Brüder auf Zeit
- 2017: Medienpreis der „Deutschen AIDS-Stiftung“ für Corinnes Geheimnis
- 2025: Publikumspreis FilmKlang Festival für 2unbreakable
- 2025: „Award Docs&Teens Docs“, Barcelona, für 2unbreakable